# Oumarou Ganda
Oumarou Ganda, f. 1935 i Niamey, d. 1981, var en nigeriansk regissör och skådespelare, som hjälpte till att skapa internationell uppmärksamhet för afrikansk film under 1960- och 70-talen.

## Filmer
- Jag, en svart (1958)
- Cabascabo (1968, 45 minuter), visades vid Cannes-festivalen [3]
- Le Wazzou Polygame (1970, 50 minuter), vann det första FESPACO-priset 1972.[4]
- Saïtane (1972, 64 minuter)
- L'Exilé (1980, 90 minuter)